# مدرسه حکیم نظامی
مدرسه حکیم نظامی یکی از قدیمی‌ترین مدرسه‌ها در ایران است که در سال ۱۲۸۷ هجری خورشیدی در عصر قاجاریه تأسیس شده‌است و از نمادهای فرهنگی آستارا به‌شمار می‌آید. این مجموعه دارای موزه تخصصی مدرسه می‌باشد. آستارا، شهری است با پشتوانه عمیق فرهنگی؛ هر چند اطلاعات عمیقی در ارتباط با باسوادترین شهر ایران وجود ندارد و این شاخص‌ها در سال‌های متفاوت تغییر می‌کند، اما قدر مسلم آن است که آستارا در استان گیلان و ایران یکی از باسوادترین مناطق شهری محسوب می‌شود و تعداد بیسوادان این شهر بسیار اندک است. سابقه تاریخی در آستارا نیز حاکی از آن است که مردم این شهر همواره به علم و فرهنگ علاقه‌مند بوده‌اند. پایه‌گذاری مدرسه حکیم نظامی در بیش از ۱۰۰ سال پیش در شهر آستارا خود حکایتی از این عمق فرهنگ و ادب در این شهر است. این مدرسه در سال ۱۲۸۷ بنیان گذاشته شده‌است، این مدرسه در این مدت بیش از یک قرن فرهیختگان زیادی را پرورش داده‌است. این مدرسه قدیمی حیاطی بزرگ دارد و بامی سفالین با درب و پنجره‌هایی از چوب و همچنین شومینه‌های چدنی، که در مجموع همه این نمادها در کنار همدیگر بیان‌کننده معماری سنتی و بومی این منطقه از ایران است.

## معلمان
دراین دبیرستان شخصیت‌های بزرگی مانند نیمایوشیج در سال‌های ابتدایی ۱۳۰۰ هجری خورشیدی تدریس نموده‌اند. یوسف کلانتری و اشرف حریری و یونس عابدین دوست از مشهورترین معلمان این مدرسه بوده‌اند.

## دانش آموختگان مشهور
- حمید نطقی بنیان‌گذار و پدر روابط عمومی ایران اهل تبریز
- اشرف آقا حریری نویسنده و نماینده آستارا در مجلس شورای ملی اهل آستارا
- اکبر اکسیر آموزگار و شاعر ملی صاحب نظریه شعر فرانو ملقب به پدر شعر فرانو اهل آستارا
- منصور بنی‌مجیدی آموزگار و پدر شعر آستارا
- آرمین قدرتی بازیگر سینما،تئاتر و تلویزیون با مدرک دکتری نمایش ، گرایش بازیگری

## ثبت در آثار ملی
دبیرستان حکیم نظامی باتوجه به قدمت ساخت آن و سایر وجوه آن هم‌اکنون در فهرست آثار ملی ایران به ثبت رسیده‌است و بخش‌های قدیمی این دبیرستان تبدیل به موزه گشته‌است و مورد حفاظت قرار دارد. چند سال پیش نیز بازسازی شده‌است. امروزه در کنار دبیرستان کهن حکیم نظامی، دبیرستان نمونه دولتی مرحبا دایر شده‌است.

## مدیران دبیرستان حکیم نظامی
| مدیر               | دوران                 | فعالیت          |
| ------------------ | --------------------- | --------------- |
| میرزا حسن شیرازی   | قاجاریه و پهلوی       | ۱۳۱۶–۱۲۸۷       |
| یوسف کلانتری       | پهلوی                 | ۱۳۱۸–۱۳۱۶       |
| حسین راشد          | پهلوی                 | ۱۳۱۸            |
| موحدی              | پهلوی                 | ۱۳۲۰–۱۳۱۸       |
| محمد گلبابائی      | پهلوی                 | ۱۳۲۵–۱۳۲۴       |
| کاظم گلبابازاد     | پهلوی                 | ۱۳۳۳–۱۳۲۸       |
| ابوطالب گلبابازاد  | پهلوی                 | ۱۳۳۴–۱۳۳۳       |
| حسن مصری           | پهلوی                 | ۱۳۳۶–۱۳۳۵       |
| حسن اصغری          | پهلوی                 | ۱۳۴۱–۱۳۳۸       |
| اشرف حریری         | پهلوی                 | ۱۳۴۳–۱۳۴۱       |
| حسن مصری           | پهلوی                 | ۱۳۵۷–۱۳۴۳       |
| مهرنوش حبیبی قرانی | پهلوی تا اوایل انقلاب | ۱۳۵۷–۱۳۵۹       |
| بهنام حسین‌نژادی    | جمهوری اسلامی         | ۱۳۶۱–۱۳۵۹       |
| کاظم سیدی          | جمهوری اسلامی         | ۱۳۶۲ مهر و آبان |
| احد حسین‌نژاد       | جمهوری اسلامی         | ۱۳۶۲-۱۳۶۳       |
| اکبر نوری پور      | جمهوری اسلامی         | ۱۳۶۳-۱۳۶۴       |
| کیکاووس جلائی      | جمهوری اسلامی         | ۱۳۶۴-۱۳۷۵       |
| آصف خندانی         | جمهوری اسلامی         | ۱۳۷۸–۱۳۷۵       |
| سیاب نور آقایی     | جمهوری اسلامی         | ۱۳۷۸            |
| فرهاد مسعودپی      | جمهوری اسلامی         | ۱۳۸۳–۱۳۷۸       |
| بهروز ناظری        | جمهوری اسلامی         | ۱۳۸۸–۱۳۷۸       |
| فرشاد پورافقی      | جمهوری اسلامی         | ۱۳۸۸–۱۳۹۴       |
| بهروز ناظری        | جمهوری اسلامی         | ۱۳۹۴–۱۳۹۵       |
| احمد ودود خواه     | جمهوری اسلامی         | ۱۳۹۵-۱۴۰۱       |
| عادل نیرودل        | جمهوری اسلامی         | ۱۴۰۱-اکنون      |